# Jože Toporišič
Jože Toporišič (11. října 1926 – 9. prosince 2014) byl významný slovinský lingvista, lexikograf a univerzitní profesor, jenž se zásadním způsobem podílel na zmodernizování slovinského lingvistického myšlení a vytvoření současné slovinské kulturní identity. Ve svém díle byl silně ovlivněn tzv. pražskou lingvistickou školou.

## Život
Toporišič se narodil ve vesnici Mostec, jež se nachází poblíž města Brežice v bývalém Království Jugoslávie.
V osadě Dobova navštěvoval mezi lety 1933–1938 základní školu, jež byla v roce 2015 přejmenována na Osnovna šola dr. Jožeta Toporišiča (Základní škola Dr. Jože Toporišiče). Byl rovněž žákem gymnázia v Mariboru, které ovšem nedostudoval (1938−1941). V té době pobýval v mariborském kněžském semináři, kde se připravoval na teologické zkoušky.
Během nacistické okupace byla jeho rodina ze Slovinska vyhnána a následně přesídlena do Slezska, kde v letech 1941–1945 žila.

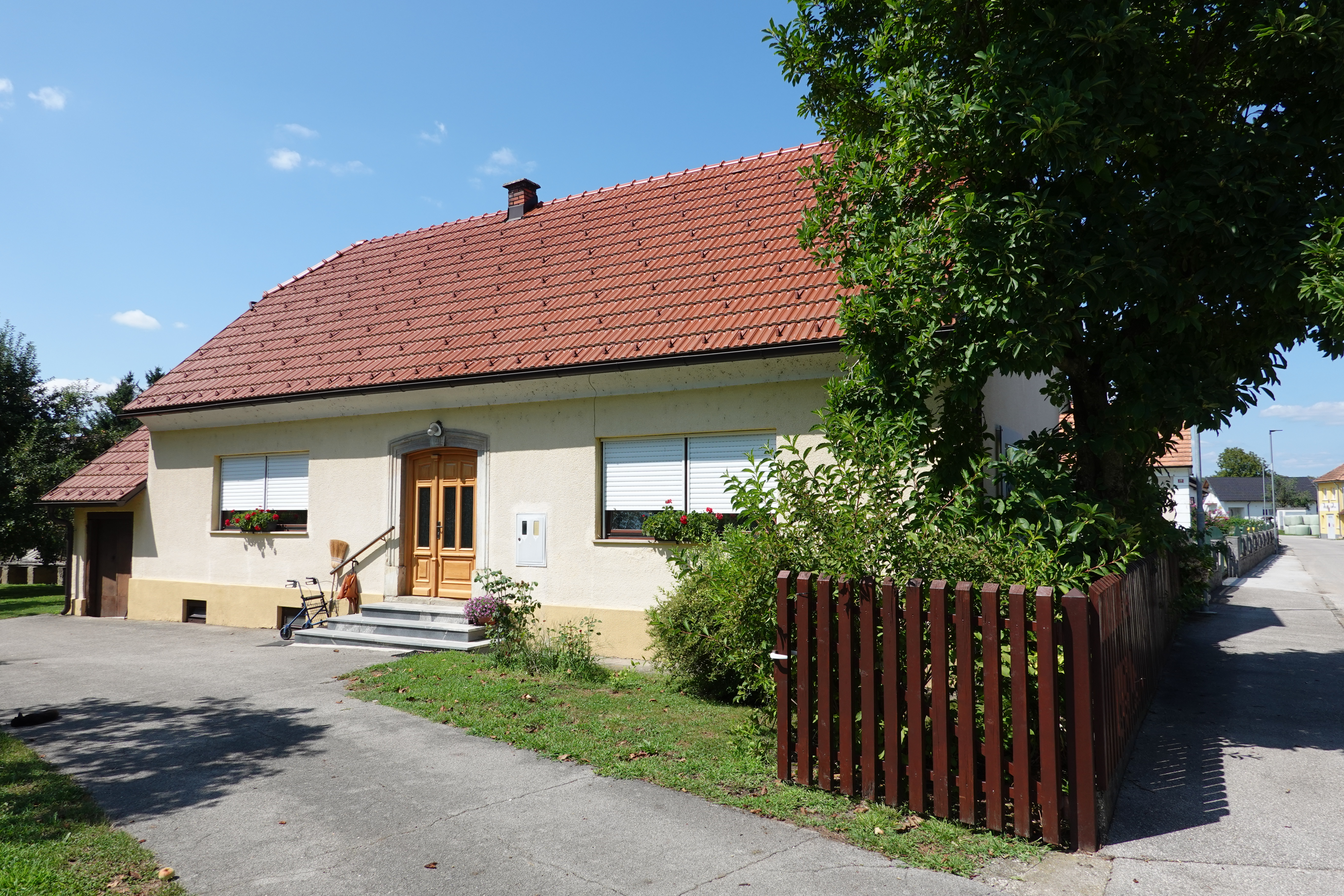
Toporišičův rodný dům (Mostec)

Po skončení války a návratu do vlasti navštěvoval nejprve gymnázium v Brežicích (1945), poté v Mariboru. Po maturitě (1947) se zapsal na Filozofickou fakultu Univerzity v Lublani, kde v roce 1952 získal bakalářský titul ze slavistiky (zaměření na slovinský a ruský jazyk a literaturu). Svou pedagogickou kariéru zahájil v roce 1953 na střední škole ve městě Novo mesto, mezi lety 1954–1965 pak působil jako lektor slovinského jazyka na Univerzitě v Záhřebu. Zde aktivně spolupracoval s tamější Chorvatskou filologickou společností a pořádal nejrůznější workshopy a semináře pro zahraniční slavisty.
Mezi lety 1962–1963 studoval v Hamburku experimentální fonetiku. V roce 1963 obhájil na Filozofické fakultě v Lublani svou disertační práci Nazorska in oblikovna struktura Finžgarjeve proze (Pojmová a formální struktura Finžgarovy prózy). Na téže univerzitě pak dále působil jako odborný asistent, v roce 1970 byl jmenován docentem a v roce 1976 řádným profesorem. V roce 1971 spoluzaložil tamější Katedru slovinského jazyka a stylistiky, přičemž se stal i jejím prvním vedoucím. Kromě toho učil i na Akademii divadla, rozhlasu, filmu a televize.
Coby přední slovinský lingvista druhé poloviny 20. století a vůdčí osobnost nové generace lingvistů byl vzdělávacími institucemi Slovinské socialistické republiky pověřen, aby dohlížel na reformu jazykové výuky na slovinských školách, čímž významným způsobem ovlivnil rozvoj moderní výuky slovinského jazyka.

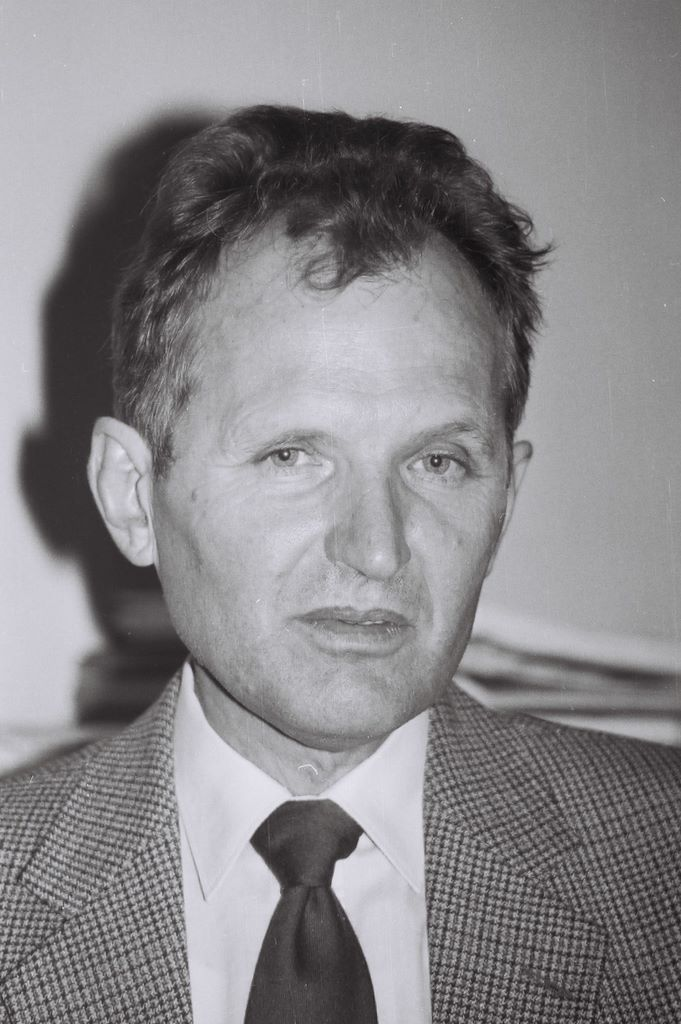
Jože Toporišič (80. léta)

V letech 1970–1977 byl redaktorem slovinského odborného časopisu Slavistična revija. V roce 1991 se stal dopisujícím členem Slovinské akademie věd a umění a od roku 1997 byl jejím řádným členem. V roce 1994 obdržel cenu Srebrni častni znak svobode Republike Slovenije (Stříbrný řád svobody Slovinské republiky) a v roce 2006 Zoisovu cenu za celoživotní dílo. V roce 2011 o něm byl natočen dokumentární film Samotni hodec skozi neprijazni čas (Osamělý chodec v nepřátelských časech).
Příležitostně hostoval na nejrůznějších univerzitách v zemích bývalé Jugoslávie (Záhřeb, Zadar) i v zahraničí (Chicago, Řezno, Moskva, Klagenfurt, Štýrský Hradec, Varšava aj.).
Kromě slovinštiny hovořil plynně německy, rusky, srbsky, chorvatsky a anglicky; ovládal rovněž polštinu a další slovanské jazyky.
V rámci oslav jeho nedožitých 90. narozenin byl rok 2016 vyhlášen Toporišičovým rokem (11. října 2015 – 11. října 2016). Tato akce měla zvýšit povědomí o Toporišičovi a jeho přínosu pro slovinský jazyk. V říjnu 2017 mu byl v parku za Filozofickou fakultou Univerzity v Lublani odhalen pomník, jehož autory byla slovinská umělecká dvojice Primož Novak a Nika Oblak.

## Dílo
Toporišič se ve svém výzkumu zajímal především o slovinský jazyk a literaturu, a to z formálně-strukturního a stylistického hlediska. Věnoval se též dějinám slovinského jazyka, jazykovědě a dialektologii.
Ve svých prvotních článcích se zabýval především literární vědou, přičemž přispíval do nejrůznějších prestižních slovinských lingvistických časopisů. Mezi jeho významné studie se řadí např. Ritem v prozi (Rytmus v próze), Besedni umetnik in družbena vloga književnosti (Umělec se slovy a společenská role literatury), Stil Prešernove pesmi (Styl Prešerenovy poezie) aj.
K lingvistickým tématům se dostal během výuky na Univerzitě v Záhřebu. Nejprve se věnoval spíše stylistice a praktickým problémům souvisejícím s výukou slovinštiny coby cizího jazyka. O lingvistiku se začal zajímat především díky záhřebskému lingvistickému kroužku, jenž jej seznámil s nejnovějšími lingvistickými směry, zejména pak se strukturalismem, který se Toporišič rozhodl aplikovat i na jazyk slovinský. Jeho názory na jazyk ovlivnil zejména záhřebský lingvista Petar Guberina, slovinští lingvisté Stanislav Škrabec a Anton Breznik či pražská, kodaňská a americká strukturální lingvistika.
Neexistuje téměř žádná oblast lingvistické analýzy slovinského jazyka, do níž by Toporišič nepřispěl. V případě jevů, které ještě nebyly ve slovinštině dostatečně popsány (či nebyly popsány vůbec), přicházel s vlastními termíny či teoriemi. Svou knihou Enciklopedija slovenskega jezika (Encyklopedie slovinského jazyka) uvedl do slovinské jazykovědy novou a sjednocenou lingvistickou terminologii.
Během svého života napsal mnoho lingvistických statí a knih (jeho bibliografie čítá téměř 1000 položek), včetně jedné z nejvlivnějších referenčních gramatických příruček slovinštiny Slovenska slovnica (Slovinská mluvnice), která vyšla ve čtyřech svazcích. V ní představil nový pohled na popis jazykových rovin a stanovil rozdíl mezi sociálními a funkčními formami. Slovinská lingvistika se tak díky němu mohla posunout od pouhého vnějšího popisování ke studiu vnitřních souvislostí. Podílel se rovněž na tvorbě dvou klíčových děl slovinské lingvistiky – Slovar slovenskega knjižnega jezika (Slovník slovinského spisovného jazyka) a Slovenski pravopis (Slovinský pravopis).
Prosazoval důslednou kodifikaci spisovného jazyka (zejména v otázce výslovnosti), do něhož podle něj nemají pronikat prvky nářeční. Opakovaně vyjadřoval svůj obdiv k silné a centralizované jazykové politice ve Francii a navrhoval, aby bylo něco podobného zavedeno i ve Slovinsku. Argumentoval mimo jiné extrémní nářeční roztříštěností slovinského jazyka a nedostatečně dlouhou historií její spisovné variety. Coby člen Slovinské akademie věd a umění přeměnil tamní jazykovědnou sekci v ústřední regulační orgán pro kodifikaci slovinštiny.
Toporišič byl zastáncem jazykového purismu, za což byl ovšem hojně kritizován. Opakovaně napomínal novináře, politiky a další veřejné činitele, kteří používali slova cizího původu. V roce 2010 například zkritizoval slovinského premiéra Boruta Pahora za to, že používá příliš mnoho anglických citoslovcí. Namísto toho se vyslovoval pro tvorbu slovinských neologismů. Ačkoliv jich sám několik vymyslel a prosazoval, veřejností byl často neprávem kritizován za to, že je uměle vytvářel – většina ze slov, která mu byla přisuzována, přitom svůj původ měla v médiích či studentském slangu.

### Výběr z díla
- TOPORIŠIČ, Jože. Besedjeslovne razprave. Ljubljana: Založba ZRC, ZRC SAZU, 2006.
- TOPORIŠIČ, Jože. Družbenost slovenskega jezika : sociolingvistična razpravljanja. Ljubljana: Državna založba Slovenije, 1991.
- TOPORIŠIČ, Jože. Enciklopedija slovenskega jezika. Ljubljana: Cankarjeva založba, 1992.
- TOPORIŠIČ, Jože. Nova slovenska skladnja. Ljubljana: Državna založba Slovenije, 1982.
- TOPORIŠIČ, Jože. Slovenska slovnica. Maribor: Obzorja, 1976.
- TOPORIŠIČ, Jože, et al. Slovenski pravopis. Ljubljana: Znanstvenoraziskovalni center SAZU, 2007.
- TOPORIŠIČ, Jože. Stilnost in zvrstnost. Ljubljana: Založba ZRC, ZRC SAZU, 2008.